# 萨隆 (奥布省)
萨隆（法語：Salon，法語發音：[salɔ̃] ⓘ）是法国奥布省的一个市镇，属于塞纳河畔诺让区。

## 地理
萨隆（48°38'24"N, 4°0'14"E）面积21.67 平方千米，位于法国大東部大區奥布省，该省份为法国中北部省份，北起马恩省，西接塞纳-马恩省，西南至约讷省，东南至科多尔省，东临上马恩省。
与萨隆接壤的市镇（或旧市镇、城区）包括：尚弗勒里、普朗西拉拜、瑟穆瓦讷、维利耶埃尔比斯、福-弗雷奈、古尔冈松。

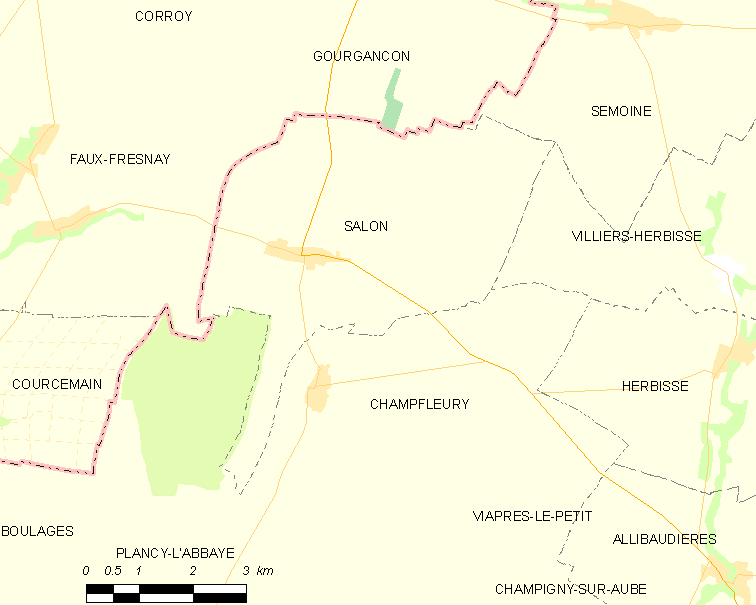
的OSM定位图

萨隆的时区为UTC+01:00、UTC+02:00（夏令时）。

## 行政
萨隆的邮政编码为10700，INSEE市镇编码为10365。

## 政治
萨隆所属的省级选区为特鲁瓦附近克勒内县。

## 人口

1962-2008年间人口变化图示

萨隆于2022年1月1日时的人口数量为128人。